# Liste de plantes ornementales
Cette liste de plantes ornementales, non exhaustive, recense des espèces et variétés de plantes qui sont cultivées pour leurs qualités ornementales, mais qui peuvent avoir pour certaines d'entre elles d'autres usages, notamment comme plantes alimentaires ou médicinales. Ces plantes peuvent aussi avoir une certaine valeur commerciale ou économique.

## Arbres et arbustes d'ornement
Arbres d'alignement
- Frêne, Fraxinus excelsior, Oleaceae
- Mûrier à feuilles de platane, Morus kagayamae, Moraceae
- Peuplier noir, Populus nigra, Salicaceae
- Platane commun, Platanus × hispanica Willd., Platanaceae
- Platane d'Occident, Platanus occidentalis L., Platanaceae
- Platane d'Orient, Platanus orientalis L., Platanaceae

Arbres et arbustes pour haies
- Buis, Buxus sempervirens L., Buxaceae
- Chèvrefeuille, Lonicera nitida Wils., Caprifoliaceae
- Cyprès de Lawson, Chamaecyparis lawsoniana, Cupressaceae
- Eleagnus, eleagnus ebbingei, Elaeagnaceae
- If commun, Taxus baccata, Taxaceae
- Houx, Ilex aquifolium L., Aquifoliaceae
- Laurier-cerise, Prunus laurocerasus L., Rosaceae
- Thuya géant, Thuja plicata, Cupressaceae
- Troène commun, Ligustrum vulgare L., Oleaceae

Conifères d'ornement
- Araucaria ou désespoir des singes, Araucaria aruacana, Araucariaceae
- Cèdre de l'Atlas, Cedrus atlantica, Pinaceae
- Cèdre de l'Himalaya ou déodar, Cedrus deodara, Pinaceae
- Cèdre du Liban, Cedrus libani, Pinaceae
- Cryptomeria, Cryptomeria japonica, Cupressaceae
- Cyprès chauve, Taxodium distichum, Cupressaceae
- Cyprès de Lawson, Chamaecyparis lawsoniana, Cupressaceae
- Cyprès de Nootka, Cupressus nootkatensis, Cupressaceae
- Cyprès de l'Arizona, Cupressus arizonica, Cupressaceae
- Cyprès de Provence, Cupressus sempervirens, Cupressaceae
- Douglas, Pseudotsuga menziesii, Pinaceae
- Douglas bleu, Pseudotsuga menziesii var. glauca, Pinaceae
- Épicéa commun, 'Picea abies Pinaceae
- If commun, Taxus baccata, Taxaceae
- Genévrier cade ou oxycèdre, Juniperus oxycedrus, Cupressaceae
- Genévrier commun, Juniperus communis, Cupressaceae
- Genévrier rampant, Juniperus horizontalis, Cupressaceae
- Mélèze d'Europe, Larix decidua, Pinaceae
- Pin noir, Pinus nigra, Pinaceae
- Pin maritime, Pinus pinaster, Pinaceae
- Pin parasol, Pinus pinea, Pinaceae
- Pin sylvestre, Pinus sylvestris, Pinaceae
- Pinsapo, Abies pinsapo, Pinaceae
- Podocarpus, Podocarpus andinus, Podocarpaceae
- Sapin argenté, Abies pectinata, Pinaceae
- Sapin de Nordmann, Abies nordmanianna, Pinaceae
- Séquoia, Sequoia sempervirens, Cupressaceae
- Sequoiadendron, Sequoiadendron giganteum, Cupressaceae
- Tsuga du Canada, Tsuga canadensis, Pinaceae
- Thuya du Canada, Thuja occidentalis, Cupressaceae
- Thuya géant, Thuja plicata, Cupressaceae
- Thuya de Chine, Platycladus orientalis, Cupressaceae

Arbres feuillus d'ornement
- Ailante ou faux-vernis du Japon, Ailanthus altissima, Simaroubaceae
- Alisier blanc, Sorbus aria, Rosaceae
- Aube ou peuplier blanc, Populus alba, Salicaceae
- Aulne commun ou Verne, Alnus glutinosa, Betulaceae
- Arbre au liège, Phellodendron amurense, Rutaceae
- Arbre aux mouchoirs, Davidia involucrata, Nyssaceae
- Arbre de Judée, Cercis siliquastrum, Fabaceae
- Arbre de soie, Albizzia julibrrissin, Fabaceae
- Azédarach ou lilas de Chine, Melia azedarach, Meliaceae
- Bouleau commun, Betula verrucisa, Betulaceae
- Bouleau à canots, Betula papyrifera, Betulaceae
- Catalpa, Catalpa bignonoides, Bignoniaceae
- Cédrèle ou acajou de Chine, Cedrela sinensis, Meliaceae
- Cerisier du Japon, Prunus serrulata, Rosaceae
- Charme commun ou charmille, Carpinus betulus, Betulaceae
- Châtaignier commun, Castanea sativa, Fagaceae
- Châtaignier du Japon, Castanea crenata, Fagaceae
- Chêne écarlate, Quercus coccinea, Fagaceae
- Chêne vert ou yeuse, Quercus ilex, Fagaceae
- Chêne rouge d'Amérique, Quercus rubra, Fagaceae
- Chêne liège, Quercus suber, Fagaceae
- Chêne tauzin, Quercus toza, Fagaceae
- Chêne commun, Quercus robur, Fagaceae
- Chêne chevelu, Quercus cerris, Fagaceae
- Chicot du Canada, Gymnocladus dioica, Fabaceae
- Copalme d'Amérique, Liquidambar styraciflua, Hamamelidaceae
- Érable champêtre, Acer campestre, Aceraceae
- Érable négondo, Acer negundo, Aceraceae
- Érable plane, Acer platanoides, Aceraceae
- Érable sycomore, Acer pseudoplatanus, Aceraceae
- Érable blanc ou plaine blanche, Acer saccharinum, Aceraceae
- Eucalyptus ou gommier bleu, Eucalyptus globulus, Myrtaceae
- Eucalyptus ou gommier rouge, Eucalyptus ficifolia, Myrtaceae
- Févier d'Amérique, Gleditsia triacanthos, Fabaceae
- Grisard ou peuplier grisard, Populus canescens, Salicaceae
- Ginkgo, Ginkgo biloba, Ginkgoaceae
- Frêne, Fraxinus excelsior, Oleaceae
- Hêtre, Fagus sylvatica, Fagaceae
- Hêtre d'Amérique, Fagus grandifolia, Fagaceae
- Hickory, Carya spp, Juglandacée
- Jacaranda, Jacaranda ovalifolia, Bignoniaceae
- Magnolia ou Laurier-tulipier, Magnolia grandiflora, Magnoliaceae
- Magnolia kobus, Magnoliaceae
- Marronnier, Aesculus hipocastanum, Hippocastanaceae
- Merisier ou cerisier des oiseaux, Prunus avium, Rosaceae
- Micocoulier de Provence, Celtis australis, Ulmaceae
- Mûrier blanc, Morus alba, Moraceae
- Mûrier noir, Morus nigra, Moraceae
- Mûrier à feuilles de platane, Morus kagayamae, Moraceae
- Noisetier de Byzance, Corylus colurna, Betulaceae
- Nothofagus ou hêtre de la Terre de Feu, Nothofagus antarctica, Fagaceae
- Noyer, Juglans regia, Juglandaceae
- Noyer d'Amérique, Juglans nigra, Juglandaceae
- Orme de Sibérie, Ulmus pumila, Ulmaceae
- Orme commun, Ulmus procera, Ulmaceae
- Orme à feuilles de charme, Ulmus carpinifolia, Ulmaceae
- Orme blanc, Ulmus montana, Ulmaceae
- Orne ou frêne à fleurs, Fraxinus ornus, Oleaceae
- Ostryer d'Europe ou Bois-de-fer, Ostrya carpinifolia, Betulaceae
- Parrotie, Parrotia persica, Hamamelidaceae
- Paulownia, Paulownia tomentosa, Scrophulariaceae
- Pavier, Aesculus pavia, Hippocastanaceae
- Plaqueminier de Virginie, Diospyros virginiana, Ebenaceae
- Peuplier noir, Populus nigra, Salicaceae
- Platane commun, Platanus × hispanica Willd., Platanaceae
- Platane d'Occident, Platanus occidentalis L., Platanaceae
- Platane d'Orient, Platanus orientalis L., Platanaceae
- Faux poivrier ou poivrier d'Amérique, Schinus molle, Anacardiaceae
- Pterocarya, Pterocarya fraxinifolia, Juglandaceae
- Robinier ou acacia commun, Robiniaa pseudoacacia, Fabaceae
- Tilleul des bois, Tilia cordata, Tiliaceae
- Tilleul de Hollande, Tilia platyphyllos, Tiliaceae
- Tilleul commun, Tilia europaea, Tiliaceae
- Tremble, Populus tremula, Salicaceae
- Tulipier de Virginie, Liriodendron tulipifera, Magnoliaceae
- Sassafras ou Laurier des Iroquois, Sassafras albidum, Lauraceae
- Sophora ou arbre des pagodes, Sophora japonica, Fabaceae
- Saule blanc ou Aubier, Salix alba, Salicaceae
- Saule pleureur, Salix babylonica, Salicaceae
- Sorbier des oiseleurs, Sorbus aucuparia, Rosaceae

Palmiers d'ornement, Arecaceae
- Chou palmiste, Sabal palmetto
- Cocotier du Chili ou palmier coquito, Jubaea chilensis
- Dattier, Phoenix dactylifera
- Palmier des Canaries, Phoenix canariensis
- Palmier de Chine, Trachycarpus fortunei
- Washingtonia, Washingtonia filifera
- Washingtonia, Washingtonia robustaa

Arbustes d'ornement
- Abélie, Abelia spp L., Caprifoliaceae
- Andromède du Japon, Pieris japonica (Thunb.) D.Don, Ericaceae
- Amandier de Chine, Prunus triloba Lindl., Rosaceae
- Amelanchier, Amelanchier ovalis subsp. ovalis Moench., Rosaceae
- Arbousier, Arbutus unedo L., Ericaceae
- Arbre aux cloches d'argent, Styrax japonica S. & Z., Styracaceae
- Argousier, Hippophae rhamnoides L., Elaeagnaceae
- Aubépine, Crataegus laevigata L., Rosaceae
- Aucuba, Aucuba japonica Thunb., Cornaceae
- Azalée, Azalea spp, Ericaceae
- Baguenaudier, Colutea arborescns L., Fabaceae
- Bambous, nombreux genres, Poaceae
  - Sasa, Sasa spp.,
  - Phyllostachys, Phyllostachys spp
- Barbe bleue, Caryopteris incana Houttuyin, Verbenaceae
- Bois gentil, Daphne mezereum L., Thymelaeaceae
- Buddleia de David, arbre aux papillons, Buddleia davidii Franch., Loganiaceae
- Buis, Buxus sempervirens L., Buxaceae
- Callune, brande, bruyère commune, Calluna vulgaris (L.) Hull., Ericaceae
- Camélia, Camellia japonica L., Theaceae
- Céanothe, Ceanothus spp, Rhamnaceae
- Chèvrefeuille, Lonicera spp, Caprifoliaceae
- Ciste à gomme Cistus ladanifer L., Cistaceae
- Ciste à feuilles de laurier, Cistus laurifolius L., Cistaceae
- Corète du Japon, Kerria japonica (L.) DC, Rosaceae
- Cornouiller blanc, Cornus alba L., Araliaceae
- Cornouiller mâle, Cornus mas L., Araliaceae
- Cotonéaster, Cotoneaster spp, Rosaceae
- Cytise aubour, Laburnum anagyroides Med., Fabaceae
- Deutzia, Deutzia spp., Saxifragaceae
- Épine-vinette, Berberis spp, Berberidaceae
- Érable du Japon, Acer japonicum Thunb., Aceraceae
- Fatsia, Fatsia japonica L., Araliaceae
- Feijoa, Feijoa sellowiana O. Berg Myrtaceae
- Filaria, Phillyrea angustifolia L., Oleaceae
- Forsythia, Forsythia × intermedia Zab., Oleaceae
- Fuchsia, Fuchsia spp, Onagraceae
- Fusain, Euonymus europaeus L., Celastraceae
- Gattilier, Vitex agnus-castus L., Verbenaceae
- Genêt d'Espagne ou Spartier à tiges de jonc, Spartium junceum L., Fabaceae
- Genêt à balais, Cytisus scoparius (L.) Link, Fabaceae
- Grenadier, Punica granatum L., Lythraceae
- Groseillier sanguin, Ribes sanguineum L., Saxifragaceae
- Hamamélis, Hamamelis mollis Oliv., Hamamelidaceae
- Hibiscus, ketmie des jardins ou mauve en arbre, Hibiscus syriacus L., Malvaceae
- Hortensia, Hydrangea macrophylla (Thunb.) DC, Saxifragaceae
- Houx, Ilex aquifolium L., Aquifoliaceae
- Jasmin, Jasminum humile L., Oleaceae
- Laurier, Laurus nobilis L;, lauraceae
- Laurier d'Alexandrie, Danae racemosa (L.) Moench., Liliaceae
- Laurier-cerise, Prunus laurocerasus L., Rosaceae
- Laurier-rose, Nerium olander L., Apocynaceae
- Laurier-tin ou lauretin, Viburnum tinus L., Caprifoliaceae
- Lierre, Hedera helix L., Araliaceae
- Lilas commun, Syringa vulgaris L., Oleaceae
- Lilas de Rouen (hybride), Syringa ×chinensis Willd., Oleaceae
- Lilas des Indes, Lagerstroemia indica L., Lythraceae
- Magnolia, Magnolia × soulangeana Thiéb.-Bern., Magnoliaceae
- Mahonia, Mahonia aquifolium, (Pursh.) Nutt., Berberidaceae
- Mimosa argenté, Acacia dealbata (Tourn.) L., Fabaceae
- Obier ou viorne aquatique, Viburnum opulus L., Caprifoliaceae
- Olivier de Bohême, Elaeagnus angustifolia L., Elaeagnaceae
- Oranger du Mexique, Choysia ternata HBK, Rutaceae
- Osmanthus, Osmanthus heterophyllus (G. Don) P. S. Green, Oleaceae
- Petit houx, Ruscus aculeatus, L., Liliaceae
- Pittospore de Chine Pittosporum tobira Ait., Pittosporaceae
- Pommier à fleurs, Malus floribunda Van Houtte, Rosaceae
- Prunellier, Prunus spinosa L., Rosaceae
- Pyracantha, Pyracantha coccinea Roem., Rosaceae
- Rhododendron, Rhododendron spp, Ericaceae
- Romarin, Rosmarinum officinalis L., Lamiaceae
- Sauge en arbre, Phlomis frutticosa L., Lamiaceae
- Seringat, Philadelphus coronarius L., Saxifragaceae
- Spirée, Spirea spp, Rosaceae
- Sumac de Virginie, Rhus typhina L., Anacardiaceae
- Sureau, Sambucus nigra L., Caprifoliaceae
- Symphorine ou arbre aux perles, Symphoricarpos albus'' (L.) Blake, Caprifoliaceae
- Tamaris, Tamarix chinensis Lour. Tamaricaceae
- Tamaris, Tamarix gallica, L. Tamaricaceae
- Troène commun, Ligustrum vulgare L., Oleaceae
- Troène de Californie, Ligustrum ovalifolium Hassk., Oleaceae
- Véronique, Hebe spp, Scrophulariaceae
- Viorne commune, Viburnum lantana L., Caprifoliaceae
- Weigelia, Weigelia florida L., Caprifoliaceae
- Yucca, Yucca gloriosa, Liliaceae

## Plantes à fleurs de jardin
- Fleurs coupées
- Plantes bisannuelles
- Plantes annuelles
- Plantes vivaces
- Plantes bulbeuses à floraison estivale et automnale

### Plantes grimpantes
Plantes grimpantes herbacées
- Aristoloche siphon, Aristolochia macrophylla, Aristolochiacées ;
- Capucine des Canaries, Tropaeolum peregrinum, Tropaéolacées ;
- Cobée grimpante, Cobæa scandens, Polémoniacées ;
- Glorieuse, Gloriosa superba, Colchicacées ;
- Haricot d'Espagne, Phaseolus multiflorus, Fabacées ;
- Houblon commun, Humulus lupulus, Cannabinacées ;
- Liseron des champs, Convolvulus arvensis, Convolvulacées ;
- Liseron des haies, Calystegia sepium, Convolvulacées ;
- Pois de senteur, Lathyrus odoratus, Fabacées ;
- Pois vivace, Lathyrus latifolius, Fabacées ;
- Volubilis, Ipomoea nil, Ipomoea tricolor, Ipomoea purpurea, Ipomoea hederacea… , Convolvulacées ;

Plantes grimpantes ligneuses
- Actinidia (kiwi), Actinidia chinensis, Actinidiacées ;
- Ampelopsis (vigne vierge), Ampelopsis brevipedunculata, Vitacées ;
- Bougainvillée, Bougainvillea spectabilis Willd, Nyctaginacées ;
- Bourreau des arbres, Celastrus scandens, Célastracées ;
- Chèvrefeuille, Lonicera spp, Caprifoliacées ;
- Clématite, Clematis spp, Renonculacées ;
- Glycine de Chine, Wistaria sinensis, Fabacées ;
- Hortensia grimpant, Schizophragma hydrangeoides, Hydrangeacées ;
- Jasmin blanc, Jasminum officinalis, Oléacées ;
- Jasmin d'hiver, Jasminum nudiflorum, Oléacées ;
- Lierre grimpant, Hedera helix, Araliacées ;
- Lierre japonais (vigne vierge), Parthenocissus tricuspidata, Vitacées ;
- Passiflore, Passiflora caerulea, Passifloracées ;
- Renouée d'Aubert, Polygonum aubertii, Polygonacées ;
- Renouée du Turkestan, Polygonum baldschuanicum, Polygonacées ;
- Rosier grimpant, Rosa spp., Rosacées ;
- Jasmin de Virginie, Campsis radicans, Bignoniacées
- Vigne, Vitis vinfera, Vitacées ;
- Vigne vierge, Vitacées ;
- Vigne vierge de Virginie, Parthenocissus quinquefolia, Vitacées ;

## Plantes d'appartement
Plantes d'intérieur phytoremédiatrices
- Haut – A
- B
- C
- D
- E
- F
- G
- H
- I
- J
- K
- L
- M
- N
- O
- P
- Q
- R
- S
- T
- U
- V
- W
- X
- Y
- Z

### A
- Aechmea fasciata
- Aglaonema crispum « Silver Queen » syn. Aglaonema roebelinii
- Aloe barbadensis syn. Aloe vera, Aloe medicinale
- Anthurium andraeanum
- Araucaria heterophylla (pin de Norfolk)

### B
- Brassaia actinophylla (Schefflera)
- Begonia semperflorens

### C
- Calathea makoyana
- Chamaedorea elegans
- Chamaedorea seifrizii
- Cissus rhombifolia « Ellen Danica »
- Chlorophytum comosum « Vittatum »
- Chrysanthemum morifolium
- Codiaeum variegatum pictum
- Cyclamen persicum

### D
- Dendrobium sp
- Dieffenbachia camilla
- Dieffenbachia « Exotica Compacta »
- Dracaena deremensis « Janet Craig »
- Dracaena deremensis « Warneckei »
- Dracaena fragrans « Massangeana »
- Dracaena marginata
- Dypsis lutescens

### E
- Epipremnum aureum syn. Pothos, Scindapsus
- Euphorbia pulcherrima (Poinsettia)

### F
- Ficus benjamina
- Ficus elastica,
- Ficus macleilandii « Alii »
- Ficus robusta (différent du cultivar « robusta » du Ficus elastica)

### G
- Gerbera jamesonii

### H
- Hedera helix
- Homalomena wallisii

### K
- Kalanchoe blossfeldiana
- Kentia

### L
- Liriope spicata

### M
- Maranta leuconeura « Kerchoveana »
- Musa cavendishii

### N
- Nephrolepis exaltata « Bostonniensis »
- Nephrolepis obliterata

### P
- Phalaenopsis sp.
- Philodendron erubescens
- Philodendron domesticum / tuxla / basbatum
- Philodendron oxycardium / scandens
- Philodendron selloum
- Phoenix roebelenii

### R
- Rhapis excelsa
- Rhododendron simsii « Compacta »(Azalée)

### S
- Sansevieria trifasciata
- Schefflera actinophylla
- Schlumbergera bridgesii / rhipsalidopsis
- Spathiphyllum sp.
- Syngonium podophyllum

### T
- Tulipa gesneriana

## Plantes à gazon
- Agrostide stolonifère
- Agrostis capillaris
- Cynodon dactylon
- Fétuque élevée
- Fétuque rouge
- Fétuque ovine
- Fléole bulbeuse
- Kikuyu
- Pâturin des prés
- Ray grass anglais
- Zoysia tenuifolia